# Allocebus trichotis
El lémur enano de orejas peludas (Allocebus trichotis) es una especie de primate estrepsirrino nocturno y endémico de la isla de Madagascar, en un área aledaña al río Mananara, al noreste de la isla. Es el único miembro del género Allocebus (género monotípico). El primer espécimen descrito por Günther en 1875, fue asignado al género Cheirogaleus, pero sus características craneales y dentales distintivas justificó la clasificación en su nuevo género en 1967.
La especie está catalogada como especie en peligro de extinción por parte de la UICN. Hasta 1989 solo se conocía por cinco especímenes conservados en museos. Parece ser una especie muy rara y escurridiza; en su hábitat de bosque húmedo confluye con varias especies de lémur ratón (Microcebus), entre los cuales se hace difícil de distinguir. Se conoce muy poco acerca del comportamiento y ecología de la especie. Es nocturno y se lo ha observado en parejas, con crías, o solitarios.
Este lémur tiene una longitud corporal promedio de 13.3 cm y la cola en promedio mide 17 cm. Su peso corporal oscila entre 70 y 100 g, con un promedio de 85 g. El dorso es de color gris-marrón y el vientre blanco-grisáceo.